# Gabriel Gorodetsky

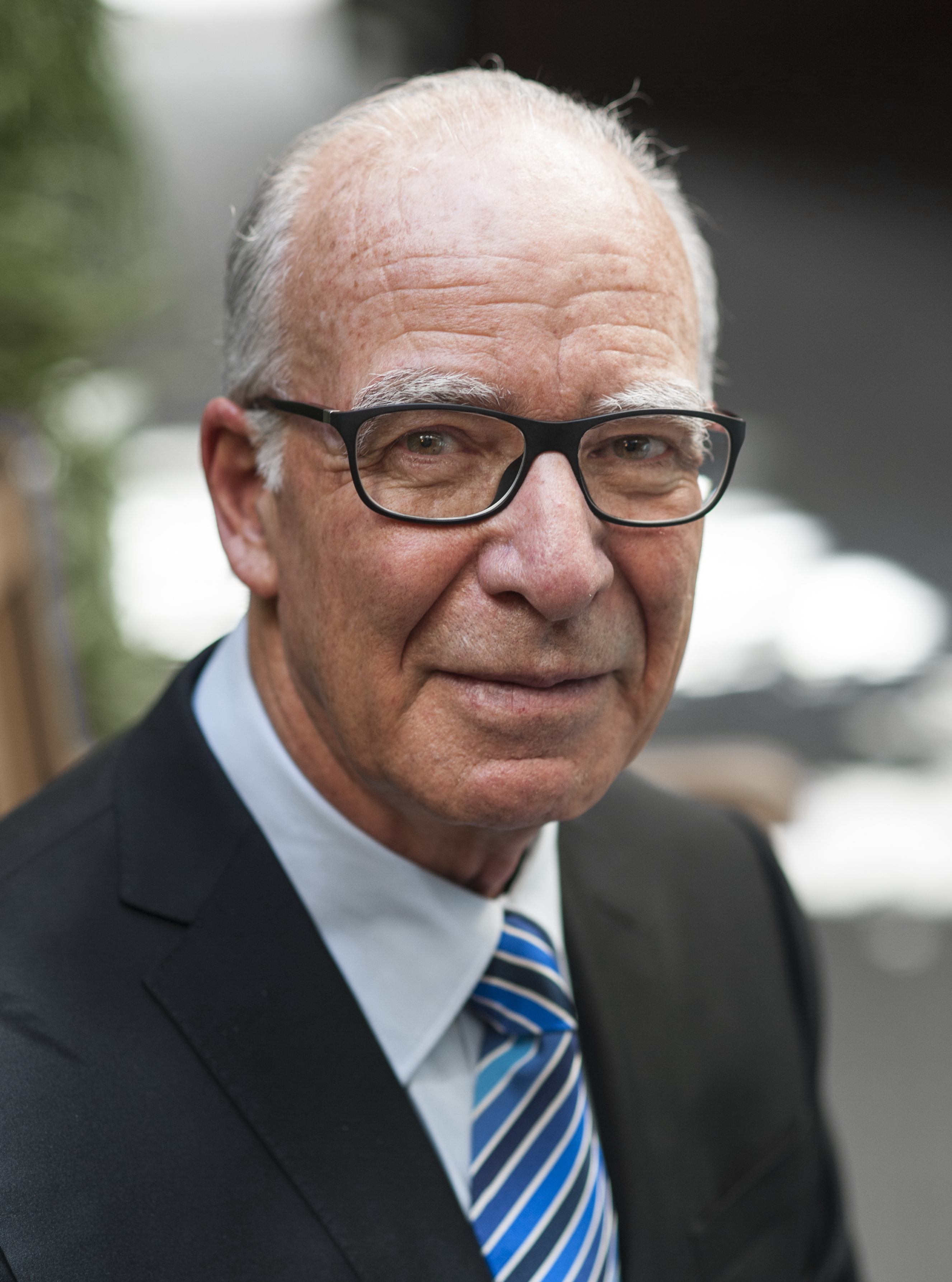
Gabriel Gorodetsky

Gabriel Gorodetsky (Tel Aviv, 13 de maio de 1945) é um membro do All Souls College da Universidade de Oxford e professor de história da Universidade de Tel Aviv.